# مک-تالا

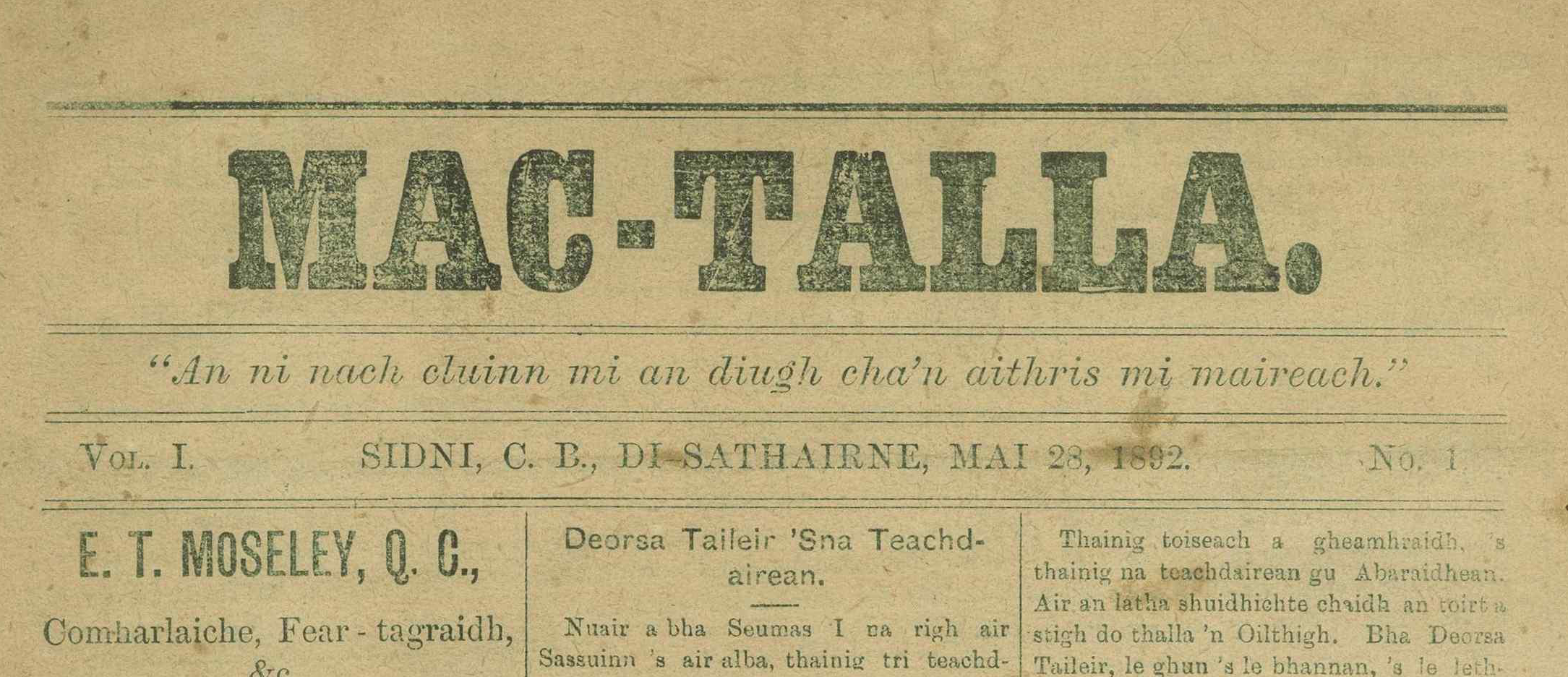
سرصفحه اولین شماره مک-تالا، منتشر شده در ۲۸ مه ۱۸۹۲

مک-تالا (انگلیسی: Mac-Talla) یک نشریه اسکاتلندی-گیلی به قلم جاناتان جی. مک‌کینون (۱۸۶۹–۱۹۴۴) از شهر سیدنی، نوااسکوشیا، کانادا بود. این نشریه در دوره‌های ۱۲ جلدی خود بین سال‌های ۱۸۹۲ تا ۱۹۰۴ منتشر شد. شماره اول آن در تاریخ ۲۸ مهٔ ۱۸۹۲ و شماره آخر آن در تاریخ ۲۴ ژوئن ۱۹۰۴ منتشر شد. این نشریه در نخستین نه سال از شروع فعالیتش هفتگی منتشر می‌شد، اما در سال ۱۹۰۱ به روزهای دوهفته‌ای منتشر شدن تغییر کرد. تیراژ آن به بیش از ۱٬۵۰۰ خواننده رسید و اصلًا در جوامع زبان گیلیک کانادا مورد استقبال بود، اما مشترکانی در استرالیا، نیوزیلند و اسکاتلند نیز داشت.
تمام مجموعه این نشریه در وب‌سایت سابهال مور اوستایگ به صورت آنلاین در دسترس قرار دارد.
اسکاتسمن نشریه را موفق‌ترین روزنامهٔ گیلیک تاریخ نامیده است.